# Siegfried Kadner
Siegfried Kadner (* 29. Mai 1887 in Kirchenthumbach; † 19. April 1970 in Berlin) war ein deutscher Lehrer und antisemitischer Schriftsteller im Dienste der NS-Propaganda.

## Leben
Als Sohn eines Forstmeisters geboren, studierte Kadner nach dem Besuch des Alten Gymnasiums Regensburg Deutsch, Französisch und Erdkunde in Marburg, Paris und Straßburg. Während seines Studiums wurde er im Jahr 1906 Mitglied des Akademisch-Neuphilologischen Vereins Marburg, der späteren Marburger Burschenschaft Rheinfranken. 1911 machte er sein Staatsexamen und wurde nach einer Zeit in England Hilfslehrer in Wandsbek.
Er nahm am Ersten Weltkrieg teil und kämpfte unter anderem in Rumänien. 1918 wurde er Mitglied der SPD. Im Jahr 1919 wurde er in Kiel zum Dr. phil. promoviert. Er wurde Studienrat in Berlin, wo er nebenbei als Dozent für deutsche Stilkunde an der Volkshochschule arbeitete. Ab 1929 erhielt er von der Berliner Universität Lehraufträge über Rassenkunde. 1933 war er als Kultur- und Pressereferent tätig. Zum 1. Mai 1933 trat er der NSDAP bei (Mitgliedsnummer 2.637.572) und schloss sich im selben Jahr dem NS-Lehrerbund an. Er wurde Mitglied der SS und war als Gauredner für Rassenkunde und Vererbungslehre im Gauschulungsamt tätig. Von 1933 bis 1935 war er ehrenamtlicher Leiter der Volkshochschule. Kadner wurde Mitglied der Reichskulturkammer und war Mitarbeiter im SS-Schulungsamt. Er wurde SA-Oberscharführer. Für die SS-Leithefte verfasste er einige Beiträge. Kadner war überzeugter Anhänger von Herman Wirth, dessen Thesen er auch öffentlich vertrat. 1941 wurde er Oberstudienrat.
In den 1960er Jahren war Kadner für den Blanvalet Verlag als Übersetzer aus dem Französischen tätig.

## Rezeption
Kadners Werk Rasse und Humor wurde im Jahr 2021 in einer Studie zum jüdischen Witz analysiert. Darin kommt der Autor zum Schluss, dass Kadner in seinem Werk die unüberbrückbare Trennung von jüdischer und deutscher Kultur propagiert.

„Zwei rassisch, gesinnungsmäßig und kulturell getrennte Welten! Von der einen führt zur anderen keine Brücke, nicht einmal die der sprachlichen Verständigung.“

## Ehrungen
- Eisernes Kreuz II. Klasse (24. Dez. 1916)[10]
- Eisernes Kreuz I. Klasse[11]

## Veröffentlichungen (Auswahl)

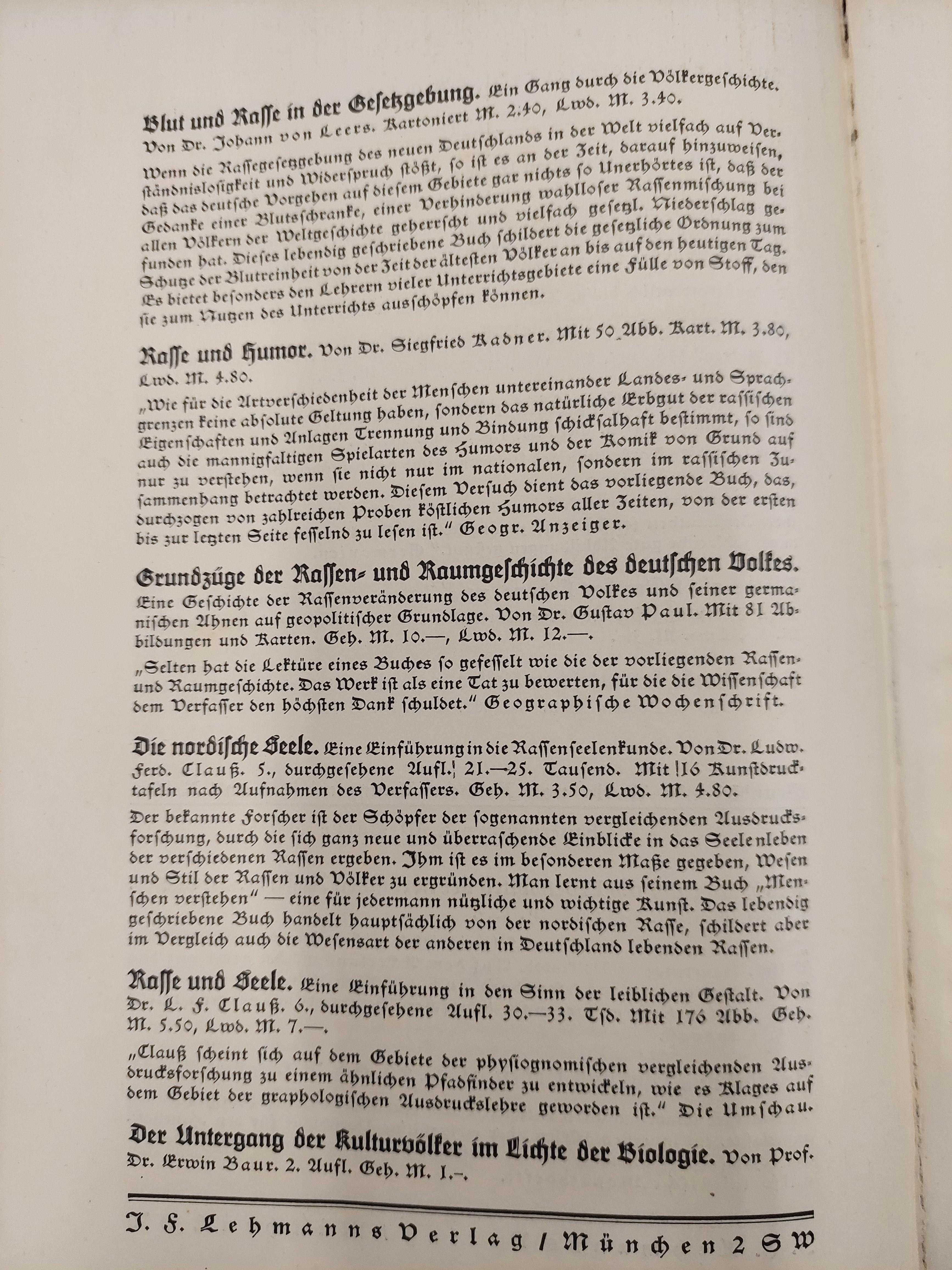
Verlagswerbung für Rasse und Humor (1936)

- Gottfried August Bürgers Einfluss auf Ernst Wilhelm Schlegel. Dissertation Universität Kiel 1919, Berlin 1919.
- Einführung in die deutsche Stilkunst. Volkshochschul-Verlag, Charlottenburg 1920.
- Die Prosaschmiede. Vom richtigen Lesen, Sprechen, Schreiben. Berlin 1932.
- Deutsche Väterkunde. Einkehr in der Vorzeit. Breslau 1934.
- Rasse und Humor. 2. Auflage, München, Berlin 1939. Neu aufgelegt 2018 im rechtsextremen[12] Verlag Der Schelm.[13]
- Vorstoss ins Unbekannte. Entdeckungsfahrten in Tat und Dichtung. Berlin 1939.
- Übersetzer von: Jean-Charles: Die Knilche von der letzten Bank. Berlin 1965.
- Übersetzer von: Jean-Charles: Knilche bleiben Knilche. Berlin 1968.